# دوازده ایزد المپ‌نشین
دوازده ایزد المپ‌نشین (به انگلیسی: Twelve Olympians) در دین یونان باستان و اساطیر یونان، اصلی‌ترین الوهیت پانتئون یونانی هستند که معمولاً زئوس، پوزئیدون، هرا، دمتر، آفرودیته، آتنا، آرتمیس، آپولون، آرس، هفائستوس، هرمس و یا هستیا یا دیونیزوس در نظر گرفته می‌شوند.  آن‌ها را «المپیایی» نامیده‌اند زیرا بر پایه سنت در کوه المپ ساکن بودند.

## کوه المپ
کوه المپ محل نبرد تایتان‌ها با المپ‌نشینان بود و بعدها هم به عنوان محل زندگی خدایان از آن نام برده شد. تمام المپ‌نشینان به نوعی با یکدیگر خویشاوندی داشتند و بنا به شرایط زمانه هر از گاهی یک یا چند تن از آن‌ها بیشتر مورد توجه قرار می‌گرفت. برای مثال اگر در زندگی واقعی، همسر حاکم یا شخص قدرتمند منطقه از شخصیت قوی یا خانواده مهم‌تری بود، خدایان زن و به خصوص هرا که ایزدبانوی ازدواج بود مورد توجه قرار می‌گرفت؛ اگر جنگی در میان بود، پرستشگاه خدای جنگ بیشتر مورد توجه قرار می‌گرفت. از این قله مرتفع زئوس پادشاه خدایان فرمان‌های خود را به سایر خدایان صادر می‌کند و ایزدان هر کدام خانه‌ای ویژه خود دارند.

## فهرست المپ‌نشینان
ایزدان المپ‌نشین به قرار زیر هستند. در این جدول سیزده ایزد نام برده شده‌است زیرا در برخی فهرست‌ها هستیا و در برخی دیگر دیونیسوس به عنوان یکی از المپ‌نشینان برشمرده می‌شود.
| نام یونانی        | نام رومی | نگاره | کارکرد و ویژگی |
| ----------------- | -------- | ----- | --- |
| زئوس              | ژوپیتر   |       | (پادشاه خدایان) پدر همه خدایان و شاهی است که بر همه مردمان فرمانروایی دارد. بر تختی نشسته‌است و تیری از آذرخش به دست دارد و همواره عقابی در کنار اوست. معادل رومی وی ژوپیتر است. |
| هرا               | یونو     |       | (ملکهٔ خدایان) شهبانوی زئوس است و عصای سلطنت به دست دارد و مرغ محبوب وی طاووس است که اغلب با اوست. معادل رومی وی یونو است. او حسودترین الهه بین الهه‌های المپ نشین است. وقتی زئوس با زن‌های زمینی ازدواج کرد او آن زن‌ها را نفرین کرد. |
| پوزئیدون          | نپتون    |       | (خدای دریاها) یکی از برادران زئوس و فرمانروای دریاهاست. بر گردونه‌ای که اسبان دریایی آن را می‌کشند سوار است و نیزه‌ای سه شاخه همانند دشنه در دست دارد. او می‌تواند در دریاها طوفان برانگیزد، یا نیزه خویش را بر امواج زند و آن‌ها را رام سازد. نام وی در اساطیر رومی نپتون است. |
| آتنا              | مینروا   |       | (ایزدبانوی خرد و فرزانگی) آتنا به طرزی شگفت‌انگیز زاده شده‌است. می‌گویند زمانی که متیس از زئوس حامله بود زئوس خوابی عجیب دید. این خواب نمایان گر این بود که رئوس فرزندی خواهد داشت که اگر این فرزند پسر باشد او را از تخت سلطنت پایین کشیده و اگر دختر شود با زئوس برابری خواهد کرد. به همین دلیل متیس را به سوسک تبدیل و او را خورد. پس از مدتی زئوس سردردی سخت گرفت. درد دم به دم سخت‌تر می‌شد تا آنگاه که زئوس دیگر تاب نیاورد و هفائستوس را فراخواند و گفت تا با پتک بر سر وی بکوبد. هفائستوس نیز ناگزیر بود که فرمان خدای خدایان را گردن نهد. پس ضربتی چنان سهمگین بر سر زئوس نواخت که آتنا سلاح پوشیده از آن بیرون جست و درد زئوس پایان یافت. بدین‌گونه آتنا از مغز زئوس زاده شده و از همین روست که او را الهه خرد و فرزانگی می‌نامند. وی در یونان شهر بزرگی یافت و آن را به نام خویش آتن نامید. می‌گویند که وی همچون مادری که از فرزند خویش نگاهداری می‌کند، همواره آتن را زیر چشم دارد. در اساطیر روم از وی با نام مینرو یاد شده‌است. او معشوق پرومته تایتان نسل پیشین نیز بود. |
| آپولون یا فوبوس   | آپولو    |       | (خدای روشنایی و موسیقی) وی زیباترین مرد در بین همه خدایان است. به گفته یونانیان، هر بامداد گردونه آفتاب خویش یعنی خورشید را به آسمان می‌کشد و از خاور به باختر می‌راند و روز پرفروغ آفتابی از این گردونه کشی پدید می‌آید. |
| آرتمیس            | دیانا    |       | (ایزدبانوی شکار) خواهر همزاد آپولون و الهه شکار و ماه است. نام وی در اساطیر رومی دیانا است. |
| آفرودیته          | ونوس     |       | (ایزدبانوی عشق و زیبایی) از زیباترین الهه هاست. می‌گویند که آفرودیته از کف دریاها زاده شده‌است. در اساطیر روم از وی با نام ونوس یاد شده‌است. او معشوقهٔ آرس بود. |
| آرس               | مارس     |       | (خدای جنگ) وی خداوند سهمناک جنگ است و فقط وقتی شادمان می‌شود که جنگی پای گیرد. نام رومی وی مارس است. |
| دمتر              | سرس      |       | (ایزدبانوی کشاورزی) یکی از خواهران زئوس است. معادل رومی وی سرس است. |
| هفائستوس          | وولکان   |       | (خدای آتش و آهن) وی آهنگر لنگی است که همواره در کارخانه آهنگری خود کار می‌کند. کوره او در دل کوه است و برخی کوه‌ها را که آتش و دود از دهانه آن‌ها به آسمان می‌رود. رومیان وی را وولکان، به معنی آتشفشان، می‌نامیدند. |
| هرمس              | مرکوری   |       | (خدای سفر) پیک خدایان است و بر کفش و کلاه خویش بالهایی دارد و به دستش عصای بالداری است که چون آن را میان دو تن که با یکدیگر در زد و خوردند بگذارند بیدرنگ آن‌ها را به هم دوست و مهربان می‌سازد. روزی هرمس دو مار دید که باهم نزاع می‌کردند و عصای خود را میان آن دو افکند. دیری نپایید که مارها گرد آن عصا پیچیدند چنان‌که به مهربانی یکدیگر را در آغوش گرفته‌اند و از آن روز به همان حال ماندند. این عصا به عصای هرمس معروف است. رومیان وی را مرکوری می‌نامیدند. |
| هستیا             | وستا     |       | ایزدبانوی باکرهٔ خانه و کانون خانواده، آتشدان و معماری بود. او بزرگ‌ترین خواهر زئوس، و همچنین بزرگ‌ترین دختر کرونوس و رئا به‌شمار می‌رفت. هستیا مسن‌ترین المپ‌نشین است. در تمام مراسم خانوادگی قربانی‌ای برای او انجام می‌شد. هستیا یکی از سه الههٔ بزرگ نسل اول المپ نشینان (هرا، دمتر و هستیا) بود. |
| دیونیسوس یا باکوس | باکوس    |       | نام ایزدی در اسطوره‌شناسی یونانی که دارای دو ریشه مجزا است، از طرفی او ایزد شراب، زراعت انگور، قداست می، ناظر بر جشن‌های مقدس و حاصلخیزی طبیعت است و از طرفی دیگر دیونیسوس نشان‌دهندهٔ ویژگی‌های برجسته هنر ادیان مختلف همانند کسانی که در الوزیس به عبادت می‌پرداختند. رومیان این خدا را بیشتر با نام باکوس می‌خواندند. |

طبق روایتی هستیا بعدها جای خود را به دیونیسوس داد. اگرچه هادس و پرسفونه نیز از خدایان مهم هستند و بعضی مواقع جزو المپ‌نشینان به‌شمار می‌روند، هادس همواره در زیر زمین جای دارد و هیچ وقت از قلهٔ المپ بازدید نکرده‌است. هرکول، اسقلبیوس و هبه نیز برخی مواقع جزو آن‌ها به‌شمار می‌روند.
یونانیان می‌گویند وقتی بین سه خدای اصلی یعنی زئوس، پوزئیدون و هادس پشک انداختند آسمان‌ها به زئوس، دریاها به پوزئیدون و دنیای زیر زمین به هادس رسید. این‌ها هر سه با هم برادرند و پسران کرونوس خدای کشت و زرع و همسرش رئا هستند. کرونوس در دیار هادس است و در غیاب وی، زئوس تواناترین ایزد به‌شمار می‌رود.